# پردبوی
پردبوی (به چکی: Předboj) یک منطقهٔ مسکونی در جمهوری چک است که در ناحیه پراگ-شرق واقع شده‌است. پردبوی ۴٫۰۶ کیلومتر مربع مساحت و ۶۰۶ نفر جمعیت دارد و ۲۱۳ متر بالاتر از سطح دریا واقع شده‌است.